# Ekrixinatosaurus
Ekrixinatosaurus ("ještěr zrozený z exploze") byl rodem velkého masožravého dinosaura (teropoda) z čeledi Abelisauridae. Žil v období svrchní křídy (stupeň cenoman, asi před 98 miliony let) na území dnešní Argentiny (provincie Neuquén, Patagonie). Jeho současníkem byl ještě větší teropod, karcharodontosaurid druhu Giganotosaurus carolinii, obývající stejné ekosystémy v rámci geologického souvrství Candeleros.

## Popis
Název dinosaura je odvozen z faktu, že k jeho objevu byl použit výbušný materiál. Holotyp nese označení MUCPv-294 a naznačuje, že Ekrixinatosaurus byl velmi robustní a velký abelisaurid. Lebka měřila na délku asi 83 cm, je tedy zřejmě největším známým zástupcem čeledi, a to s délkou 10–11 metrů. Později byl odhad délky snížen na 7,4 metru. Jeho hmotnost je odhadována asi na 800 kilogramů. Vědecky popsán byl tento teropod v roce 2004. Mohutná lebka nasvědčuje schopnosti polykat velké kusy masa, které zřejmě teropod získával lovem nebo hledáním zdechlin.

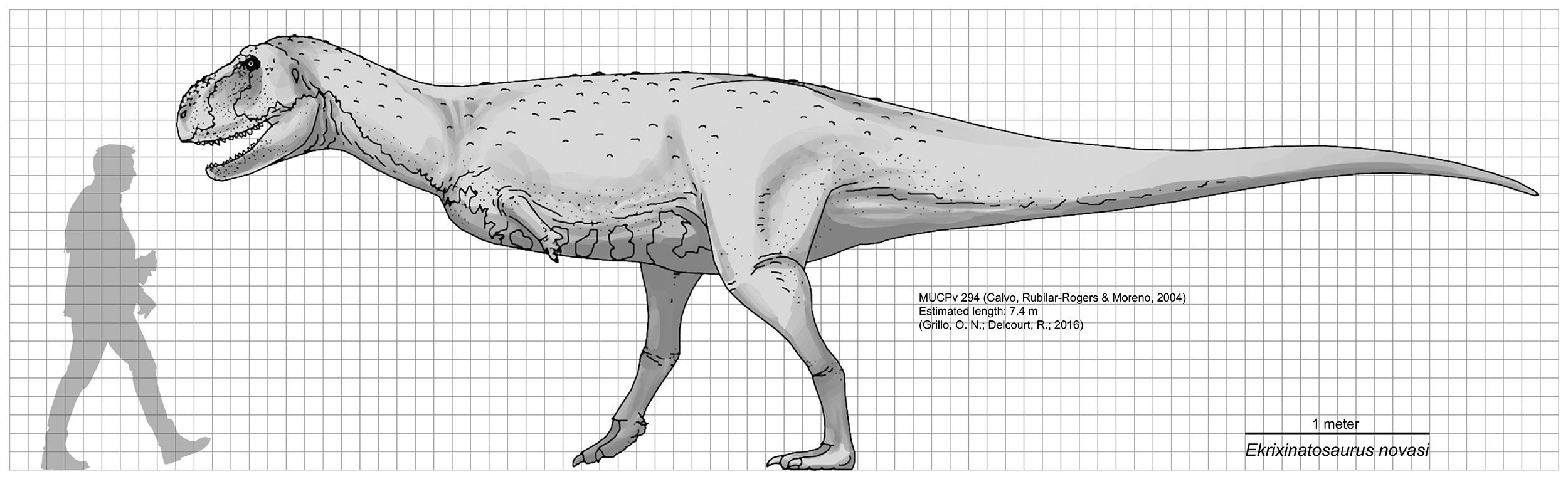
Ekrixinatosaurus novasi - velikostní diagram